# Volejbol'nyj klub Belogor'e 2014-2015
Questa voce raccoglie le informazioni riguardanti il Volejbol'nyj klub Belogor'e nelle competizioni ufficiali della stagione 2014-2015.

## Organigramma societario
Area direttiva
- Presidente: Gennadij Šipulin

Area tecnica
- Allenatore: Gennadij Šipulin
- Allenatore in seconda: Boris Kolčin, Sergej Brusencev
- Scout men: Andrej Činnov, Jurij Čekryžov

Area sanitaria
- Capo squadra: Aleksandr Zujčenko
- Medico: Jurij Demin
- Massaggiatore: Vladimir Beljaev, Aleksandr Popov
- Preparatore atletico: Andrej Sučanov

## Rosa
| N° | Nome                 | Ruolo | Data di nascita   | Nazionalità sportiva |
| -- | -------------------- | ----- | ----------------- | -------------------- |
| 1  | Aleksandr Safonov    | C     | 17 giugno 1991    | Russia               |
| 2  | Kirill Makešin       | C     | 10 maggio 1989    | Russia               |
| 3  | Aleksandr Kosarev    | S     | 30 settembre 1977 | Russia               |
| 4  | Taras Chtej          | S     | 22 maggio 1982    | Russia               |
| 5  | Stanislav Masliev    | S     | 22 luglio 1993    | Russia               |
| 7  | Artem Smoljar        | C     | 4 febbraio 1985   | Russia               |
| 8  | Sergej Tetjuchin     | S     | 23 settembre 1975 | Russia               |
| 9  | György Grozer        | S/O   | 27 novembre 1984  | Germania             |
| 10 | Roman Bragin         | L     | 17 aprile 1987    | Russia               |
| 11 | Levan Kalandadze     | S/O   | 28 dicembre 1989  | Russia               |
| 12 | Evgenij Rukavišnikov | S     | 1º giugno 1991    | Russia               |
| 13 | Dmitrij Muserskij    | C     | 29 ottobre 1988   | Russia               |
| 14 | Dragan Travica       | P     | 28 agosto 1986    | Italia               |
| 15 | Dmitrij Il'inych     | S     | 31 gennaio 1987   | Russia               |
| 16 | Sergej Bagrej        | P     | 18 agosto 1987    | Russia               |
| 17 | Maksim Žigalov       | S/O   | 26 luglio 1989    | Russia               |
| 18 | Nikita Eremin        | L     | 1º settembre 1990 | Russia               |
| 19 | Aleksandr Bogomolov  | C     | 1º febbraio 1976  | Russia               |
| 20 | Vitalij Papazov      | S/O   | 6 aprile 1992     | Russia               |
| ?  | Pavel Nikolaenko     | C     | 15 settembre 1991 | Russia               |

## Mercato
| Acquisti | Acquisti            | Acquisti            | Acquisti      |
| R.       | Nome                | da                  | Modalità      |
| -------- | ------------------- | ------------------- | ------------- |
| C        | Aleksandr Safonov   | Prikam'e            | definitivo    |
| C        | Kirill Makešin      | Burevisnyk Černihiv | definitivo    |
| S        | Stanislav Masliev   | NOVA                | fine prestito |
| C        | Artem Smoljar       | Gazprom-Jugra       | definitivo    |
| S/O      | Levan Kalandadze    | giovanili           | definitivo    |
| L        | Nikita Eremin       | Groznyj             | definitivo    |
| C        | Aleksandr Bogomolov | Neftjanik Orenburg  | definitivo    |

| Cessioni | Cessioni               | Cessioni           | Cessioni   |
| R.       | Nome                   | a                  | Modalità   |
| -------- | ---------------------- | ------------------ | ---------- |
| L        | Chačatur Stepanjan     | Kuzbass            | definitivo |
| C        | Aleksandr Bogomolov    | Neftjanik Orenburg | definitivo |
| C        | Aleksej Kazakov        | -                  | ritirato   |
| S        | Maksim Pantelejmonenko | Dinamo Krasnodar   | definitivo |
| C        | Ruslan Chanipov        | Gazprom-Jugra      | definitivo |
| S        | Anton Fomenko          | Fakel              | definitivo |
| C        | Vadim Ožiganov         | Lokomotiv-Izumrud  | definitivo |

## Risultati

### Superliga

#### Girone di andata
| 1ª giornata - 4 ottobre 2014 ?, Kazan'         | Zenit-Kazan        | 1 - 3 | Belogor'e             | 21-25, 20-25, 25-21, 18-25        |
| 2ª giornata - 8 ottobre 2014 ?, Perm'          | Dinamo Mosca       | 2 - 3 | Belogor'e             | 19-25, 22-25, 25-20, 25-17, 12-15 |
| 3ª giornata - 13 ottobre 2014 ?, Perm'         | Prikam'e           | 0 - 3 | Belogor'e             | 20-25, 18-25, 25-27               |
| 4ª giornata - 22 ottobre 2014 ?, Orenburg      | Neftjanik Orenburg | 0 - 3 | Belogor'e             | 20-25, 24-26, 14-25               |
| 5ª giornata - 25 ottobre 2014 ?, Belgorod      | Belogor'e          | 3 - 1 | Ural                  | 25-13, 25-13, 17-25, 25-18        |
| 6ª giornata - 29 ottobre 2014 ?, Novyj Urengoj | Fakel              | 1 - 3 | Belogor'e             | 19-25, 26-28, 14-25               |
| 7ª giornata - 1 novembre 2014 ?, Surgut        | Gazprom-Jugra      | 1 - 3 | Belogor'e             | 19-25, 25-16, 23-25, 20-25        |
| 8ª giornata - 9 novembre 2014 ?, ?             | Gubernija          | 1 - 3 | Belogor'e             | 25-22, 19-25, 15-25, 26-28        |
| 9ª giornata - 15 novembre 2014 ?, Belgorod     | Belogor'e          | 3 - 1 | Groznyj               | 25-23, 25-22, 22-25, 25-20        |
| 10ª giornata - 22 novembre 2014 ?, Krasnodar   | Dinamo Krasnodar   | 0 - 3 | Belogor'e             | 17-25, 23-25, 21-25               |
| 11ª giornata - 26 novembre 2014 ?, Belgorod    | Belogor'e          | 3 - 0 | Lokomotiv Novosibirsk | 25-22, 25-13, 25-21               |
| 12ª giornata - 29 novembre 2014 ?, Belgorod    | Belogor'e          | 3 - 1 | Samotlor              | 18-25, 25-18, 25-22, 25-19        |
| 13ª giornata - 7 dicembre 2014 ?, Belgorod     | Belogor'e          | 3 - 1 | Kuzbass               | 25-22, 21-25, 27-25, 25-17        |

#### Girone di ritorno
| 14ª giornata - 10 dicembre 2014 ?, Belgorod      | Belogor'e             | 3 - 0 | Dinamo Mosca       | 27-25, 25-19, 25-21               |
| 15ª giornata - 13 dicembre 2014 ?, Belgorod      | Belogor'e             | 3 - 1 | Prikam'e           | 22-25, 25-20, 25-18, 25-22        |
| 16ª giornata - 4 gennaio 2015 ?, Belgorod        | Belogor'e             | 3 - 1 | Neftjanik Orenburg | 25-21, 25-21, 22-25, 25-16        |
| 17ª giornata - 7 gennaio 2015 ?, Ufa             | Ural                  | 1 - 3 | Belogor'e          | 25-20, 12-25, 15-25, 12-25        |
| 18ª giornata - 10 gennaio 2015 ?, Belgorod       | Belogor'e             | 1 - 3 | Zenit-Kazan        | 21-25, 25-19, 22-25, 32-34        |
| 19ª giornata - 14 gennaio 2015 ?, Belgorod       | Belogor'e             | 3 - 2 | Dinamo Krasnodar   | 21-25, 25-27, 25-22, 25-19, 15-11 |
| 20ª giornata - 17 gennaio 2015 ?, Belgorod       | Belogor'e             | 3 - 0 | Fakel              | 26-24, 25-17, 25-18               |
| 21ª giornata - 24 gennaio 2015 ?, Belgorod       | Belogor'e             | 3 - 1 | Gazprom-Jugra      | 25-21, 26-28, 25-16, 28-26        |
| 22ª giornata - 1 febbraio 2015 ?, Belgorod       | Belogor'e             | 3 - 1 | Gubernija          | 18-25, 25-16, 25-16, 25-19        |
| 23ª giornata - 5 febbraio 2015 ?, Serpuchov      | Groznyj               | 0 - 3 | Belogor'e          | 19-25, 21-25, 24-26               |
| 24ª giornata - 14 febbraio 2015 ?, Novosibirsk   | Lokomotiv Novosibirsk | 3 - 0 | Belogor'e          | 25-23, 25-16, 25-19               |
| 25ª giornata - 25 febbraio 2015 ?, Kemerovo      | Kuzbass               | 0 - 3 | Belogor'e          | 24-26, 15-25, 19-25               |
| 26ª giornata - 28 febbraio 2015 ?, Nižnevartovsk | Samotlor              | 1 - 3 | Belogor'e          | 25-21, 21-25, 17-25, 19-25        |

#### Play-off scudetto
| Quarti di finale (gara 1) - 8 marzo 2015 ?, Kemerovo  | Kuzbass       | 1 - 3 | Belogor'e     | 18-25, 26-28, 27-25, 20-25        |
| Quarti di finale (gara 2) - 15 marzo 2015 ?, Belgorod | Belogor'e     | 3 - 0 | Kuzbass       | 25-22, 25-14, 25-17               |
| Semifinali (gara 1) - 20 marzo 2015 ?, Belgorod       | Belogor'e     | 3 - 0 | Gazprom-Jugra | 25-21, 25-16, 25-18               |
| Semifinali (gara 2) - 21 marzo 2015 ?, Belgorod       | Belogor'e     | 3 - 0 | Gazprom-Jugra | 25-19, 25-17, 25-19               |
| Semifinali (gara 3) - 4 aprile 2015 ?, Surgut         | Gazprom-Jugra | 0 - 3 | Belogor'e     | 25-27, 17-25, 20-25               |
| Finale (gara 1) - 22 aprile 2015 ?, Belgorod          | Belogor'e     | 3 - 0 | Zenit-Kazan   | 25-20, 25-21, 30-28               |
| Finale (gara 2) - 23 aprile 2015 ?, Belgorod          | Belogor'e     | 2 - 3 | Zenit-Kazan   | 25-23, 25-23, 18-25, 23-25, 12-15 |
| Finale (gara 3) - 27 aprile 2015 ?, Kazan'            | Zenit-Kazan   | 3 - 0 | Belogor'e     | 25-21, 25-16, 25-12               |
| Finale (gara 4) - 28 aprile 2015 ?, Kazan'            | Zenit-Kazan   | 3 - 2 | Belogor'e     | 28-26, 25-20, 20-25, 18-25, 15-8  |

### Coppa di Russia

#### Fase preliminare
| Andata (gara 2) - 11 settembre 2014 ?, Belgorod | Belogor'e     | 3 - 0 | Gazprom-Jugra | 25-20, 25-17, 25-20               |
| Andata (gara 3) - 12 settembre 2014 ?, Belgorod | Jaroslavič    | 0 - 3 | Belogor'e     | 22-25, 8-25, 17-25                |
| Andata (gara 4) - 13 settembre 2014 ?, Belgorod | Belogor'e     | 3 - 0 | Enisej        | 25-21, 25-19, 30-28               |
| Andata (gara 5) - 14 settembre 2014 ?, Belgorod | MGTU Mosca    | 0 - 3 | Belogor'e     | 20-25, 17-25, 17-25               |
| Ritorno (gara 2) - 25 settembre 2014 ?, Surgut  | Gazprom-Jugra | 3 - 1 | Belogor'e     | 25-18, 25-18, 19-25, 25-20        |
| Ritorno (gara 3) - 26 settembre 2014 ?, Surgut  | Belogor'e     | 3 - 0 | Jaroslavič    | 25-23, 25-19, 25-21               |
| Ritorno (gara 4) - 27 settembre 2014 ?, Surgut  | Enisej        | 2 - 3 | Belogor'e     | 20-25, 24-26, 25-18, 25-23, 10-15 |
| Ritorno (gara 5) - 28 settembre 2014 ?, Surgut  | Belogor'e     | 3 - 1 | MGTU Mosca    | 22-25, 25-22, 25-16, 25-17        |

#### Fase finale
| Quarti di finale (gara 1) - 23 dicembre 2014 Dvorec Sporta Kosmos, Belgorod | Kuzbass   | 1 - 3 | Belogor'e             | 15-25, 23-25, 25-22, 10-25 |
| Quarti di finale (gara 3) - 25 dicembre 2014 Dvorec Sporta Kosmos, Belgorod | Belogor'e | 3 - 0 | Dinamo Mosca          | 25-14, 25-20, 25-23        |
| Semifinale - 27 dicembre 2014 Dvorec Sporta Kosmos, Belgorod                | Belogor'e | 1 - 3 | Lokomotiv Novosibirsk | 25-16, 20-25, 20-25, 23-25 |
| Finale 3º posto - 31 gennaio 2014 Dvorec Sporta Kosmos, Belgorod            | Belogor'e | 0 - 3 | Dinamo Mosca          | 20-25, 21-25, 8-25         |

### Supercoppa russa

#### Fase a eliminazione diretta
| Finale - 4 ottobre 2014 Centr Volejbola Sankt-Peterburg, Kazan' | Zenit-Kazan | 1 - 3 | Belogor'e | 21-25, 20-25, 25-21, 18-25 |

### Champions League

#### Fase a gironi
| 1ª giornata - 6 novembre 2014 Salle Charléty, Parigi             | Paris      | 0 - 3 | Belogor'e  | 18-25, 14-25, 22-25        |
| 2ª giornata - 18 novembre 2014 Sports Palace Cosmos, Belgorod    | Belogor'e  | 3 - 1 | Fenerbahçe | 25-18, 25-16, 22-25, 25-19 |
| 3ª giornata - 3 dicembre 2014 PalaFontescodella, Macerata        | Lube       | 1 - 3 | Belogor'e  | 25-22, 23-25, 19-25, 23-25 |
| 4ª giornata - 17 dicembre 2014 Sports Palace Cosmos, Belgorod    | Belogor'e  | 3 - 0 | Lube       | 25-22, 25-22, 25-19        |
| 5ª giornata - 20 gennaio 2015 Burhan Felek Spor Salonu, Istanbul | Fenerbahçe | 3 - 1 | Belogor'e  | 25-21, 22-25, 25-23, 25-19 |
| 6ª giornata - 27 gennaio 2015 Sports Palace Cosmos, Belgorod     | Belogor'e  | 3 - 0 | Paris      | 25-19, 25-18, 25-20        |

#### Fase ad eliminazione diretta
| Play-off a 12 (andata) - 10 febbraio 2015 Başkent Voleybol Salonu, Ankara | Halkbank  | 3 - 1 | Belogor'e | 25-20, 20-25, 26-24, 28-26                   |
| Play-off a 12 (ritorno) - 17 febbraio 2015 Sports Palace Cosmos, Belgorod | Belogor'e | 3 - 1 | Halkbank  | 14-25, 25-17, 25-16, 25-22 Golden set: 11-15 |

## Statistiche

### Statistiche di squadra
| Competizione     | Punti | In casa | In casa | In casa | In trasferta | In trasferta | In trasferta | Totale | Totale | Totale |
| Competizione     | Punti | G       | V       | P       | G            | V            | P            | G      | V      | P      |
| ---------------- | ----- | ------- | ------- | ------- | ------------ | ------------ | ------------ | ------ | ------ | ------ |
| Superliga        | 70    | 18      | 16      | 2       | 18           | 15           | 3            | 36     | 31     | 5      |
| Coppa di Russia  | -     | 8       | 6       | 2       | 4            | 3            | 1            | 12     | 9      | 3      |
| Supercoppa russa | -     | 0       | 0       | 0       | 1            | 1            | 0            | 1      | 1      | 0      |
| Champions League | 15    | 4       | 4       | 0       | 4            | 2            | 2            | 8      | 6      | 2      |
| Totale           |       | 30      | 26      | 4       | 26           | 20           | 6            | 56     | 46     | 10     |

G = partite giocate; V = partite vinte; P = partite perse

### Statistiche dei giocatori
| Giocatore       | Superliga | Superliga | Superliga | Superliga | Superliga | Coppa di Russia | Coppa di Russia | Coppa di Russia | Coppa di Russia | Coppa di Russia | Supercoppa russa | Supercoppa russa | Supercoppa russa | Supercoppa russa | Supercoppa russa | Champions League | Champions League | Champions League | Champions League | Champions League | Totale | Totale | Totale | Totale | Totale |
| Giocatore       | P         | PT        | AV        | MV        | BV        | P               | PT              | AV              | MV              | BV              | P                | PT               | AV               | MV               | BV               | P                | PT               | AV               | MV               | BV               | P      | PT     | AV     | MV     | BV     |
| --------------- | --------- | --------- | --------- | --------- | --------- | --------------- | --------------- | --------------- | --------------- | --------------- | ---------------- | ---------------- | ---------------- | ---------------- | ---------------- | ---------------- | ---------------- | ---------------- | ---------------- | ---------------- | ------ | ------ | ------ | ------ | ------ |
| S. Bagrej       | 20        | 10        | 3         | 3         | 4         | 2               | 0               | 0               | 0               | 0               | 0                | 0                | 0                | 0                | 0                | 5                | 2                | 1                | 1                | 0                | 27     | 12     | 4      | 4      | 4      |
| R. Bragin       | 32        | 0         | 0         | 0         | 0         | 4               | 0               | 0               | 0               | 0               | 1                | 0                | 0                | 0                | 0                | 7                | 0                | 0                | 0                | 0                | 43     | 0      | 0      | 0      | 0      |
| A. Bogomolov    | 17        | 22        | 14        | 8         | 0         | 4               | 8               | 3               | 5               | 0               | -                | -                | -                | -                | -                | 4                | 13               | 9                | 3                | 1                | 25     | 43     | 26     | 16     | 1      |
| T. Chtej        | 27        | 186       | 146       | 29        | 11        | 3               | 25              | 19              | 1               | 5               | 1                | 8                | 6                | 1                | 1                | 6                | 57               | 43               | 11               | 3                | 36     | 268    | 208    | 41     | 19     |
| N. Eremin       | 18        | 0         | 0         | 0         | 0         | 1               | 0               | 0               | 0               | 0               | 0                | 0                | 0                | 0                | 0                | 1                | 0                | 0                | 0                | 0                | 20     | 0      | 0      | 0      | 0      |
| G. Grozer       | 29        | 451       | 366       | 39        | 46        | 4               | 38              | 25              | 8               | 5               | 1                | 21               | 19               | 1                | 1                | 5                | 88               | 71               | 6                | 11               | 38     | 577    | 462    | 53     | 62     |
| D. Il'inych     | 21        | 167       | 136       | 21        | 10        | 2               | 12              | 8               | 4               | 0               | -                | -                | -                | -                | -                | 5                | 36               | 30               | 5                | 1                | 28     | 215    | 174    | 30     | 11     |
| L. Kalandadze   | 13        | 65        | 52        | 6         | 9         | -               | -               | -               | -               | -               | 0                | 0                | 0                | 0                | 0                | 3                | 17               | 15               | 0                | 2                | 16     | 82     | 67     | 6      | 11     |
| A. Kosarev      | 27        | 31        | 22        | 8         | 1         | 2               | 4               | 3               | 0               | 1               | 1                | 0                | 0                | 0                | 0                | 5                | 9                | 9                | 0                | 0                | 34     | 44     | 34     | 8      | 2      |
| K. Makešin      | 6         | 16        | 9         | 3         | 4         | -               | -               | -               | -               | -               | 1                | 1                | 0                | 0                | 1                | -                | -                | -                | -                | -                | 6      | 16     | 9      | 3      | 4      |
| S. Masliev      | 9         | 21        | 14        | 4         | 3         | 1               | 0               | 0               | 0               | 0               | 0                | 0                | 0                | 0                | 0                | 2                | 10               | 10               | 0                | 0                | 12     | 31     | 24     | 4      | 3      |
| D. Muserskij    | 31        | 492       | 300       | 104       | 88        | 4               | 65              | 40              | 17              | 8               | 1                | 13               | 7                | 2                | 4                | 6                | 98               | 60               | 21               | 17               | 41     | 655    | 400    | 142    | 113    |
| P. Nikolaenko   | 1         | 1         | 1         | 0         | 0         | -               | -               | -               | -               | -               | -                | -                | -                | -                | -                | 0                | 0                | 0                | 0                | 0                | 1      | 1      | 1      | 0      | 0      |
| V. Papazov      | 0         | 0         | 0         | 0         | 0         | -               | -               | -               | -               | -               | 0                | 0                | 0                | 0                | 0                | -                | -                | -                | -                | -                | 0      | 0      | 0      | 0      | 0      |
| E. Rukavišnikov | 4         | 0         | 0         | 0         | 0         | -               | -               | -               | -               | -               | -                | -                | -                | -                | -                | 2                | 0                | 0                | 0                | 0                | 6      | 0      | 0      | 0      | 0      |
| A. Safonov      | 16        | 28        | 15        | 6         | 7         | -               | -               | -               | -               | -               | -                | -                | -                | -                | -                | 4                | 8                | 2                | 6                | 0                | 20     | 36     | 17     | 12     | 7      |
| A. Smoljar      | 33        | 221       | 128       | 77        | 16        | 3               | 22              | 13              | 8               | 1               | 1                | 10               | 3                | 5                | 2                | 8                | 50               | 30               | 19               | 1                | 44     | 293    | 171    | 104    | 18     |
| S. Tetjuchin    | 28        | 290       | 241       | 21        | 28        | 3               | 38              | 31              | 4               | 3               | 1                | 14               | 12               | 0                | 2                | 6                | 76               | 69               | 3                | 4                | 37     | 404    | 341    | 28     | 35     |
| D. Travica      | 33        | 67        | 26        | 27        | 14        | 4               | 3               | 2               | 1               | 0               | 1                | 1                | 0                | 1                | 0                | 6                | 19               | 7                | 9                | 3                | 43     | 89     | 35     | 37     | 17     |
| M. Žigalov      | 20        | 100       | 76        | 15        | 9         | 3               | 24              | 19              | 3               | 2               | -                | -                | -                | -                | -                | 5                | 34               | 27               | 3                | 4                | 28     | 158    | 122    | 21     | 15     |

P = presenze; PT = punti totali; AV = attacchi vincenti; MV = muri vincenti; BV = battute vincenti